# Аюба, Комбо
Комбо Аюба (фр. Combo Ayouba, араб. كومبو أيوب‎, 1953 год или в 1940-х годах, остров Анжуан, Коморы — 13 июня 2010, Морони, Коморы) — председатель Переходного военного комитета Коморских островов (в 1995 году).

## Биография
Родился на острове Анжуан. Работал в полиции, в 1980-х годах прошёл спецподготовку в качестве сотрудника президентской гвардии под руководством французских наёмников во главе с Бобом Денаром.
В сентябре 1995 года Денар организовал четвёртый военный переворот против правительства Коморских Островов, полковник Аюба был поставлен во главе государства на должности координатора Переходного военного комитета Коморских островов. Он находился на ней до 2 октября, когда французские войска разгромили сторонников Денара и Ауюбы в ходе операции «Азалия».
Был застрелен в своем доме в Морони 13 июня 2010 года. После этого ряд высокопоставленных государственных и военных лидеров Коморских островов получал письма с угрозами убийства в течение нескольких месяцев после гибели Аюбы.